# Duplo
El duplo, dupleta, doblenca o doblea fue una moneda acuñada por el reino de Aragón en 1221, durante el reinado de Jaime I. Se cree que este último la puso en circulación con motivo de la celebración de alguna festividad. Adquirió su nombre debido a la cantidad de marcos de plata que se mezclaban con la masa con la que se labraba, siendo esta de dos marcos de los 12 que formaban su riel. Se mantuvo vigente hasta que el mismo rey creó la versión barcelonesa de la moneda de terno.
Circuló junto a los morabetines y florines de oro de la época, pero lejos de servir a la función que prometía su aplicación, se le atribuye la decadencia del comercio y la prosperidad general de la corona, pues el cambio, generó una confusión que unida a su desproporción con las monedas de plata y oro, más la falsificación a la que solía ser objeto por parte de los nobles y potentados que la acuñaban, provocó una serie de conflictos.